# Wild Kratts
Wild Kratts er en amerikansk-canadiske tv-serie produceret for tv-kanalen PBS Kids og TVOKids af Chris Kratt og Martin Kratt.